# Mahinda Rajapaksa

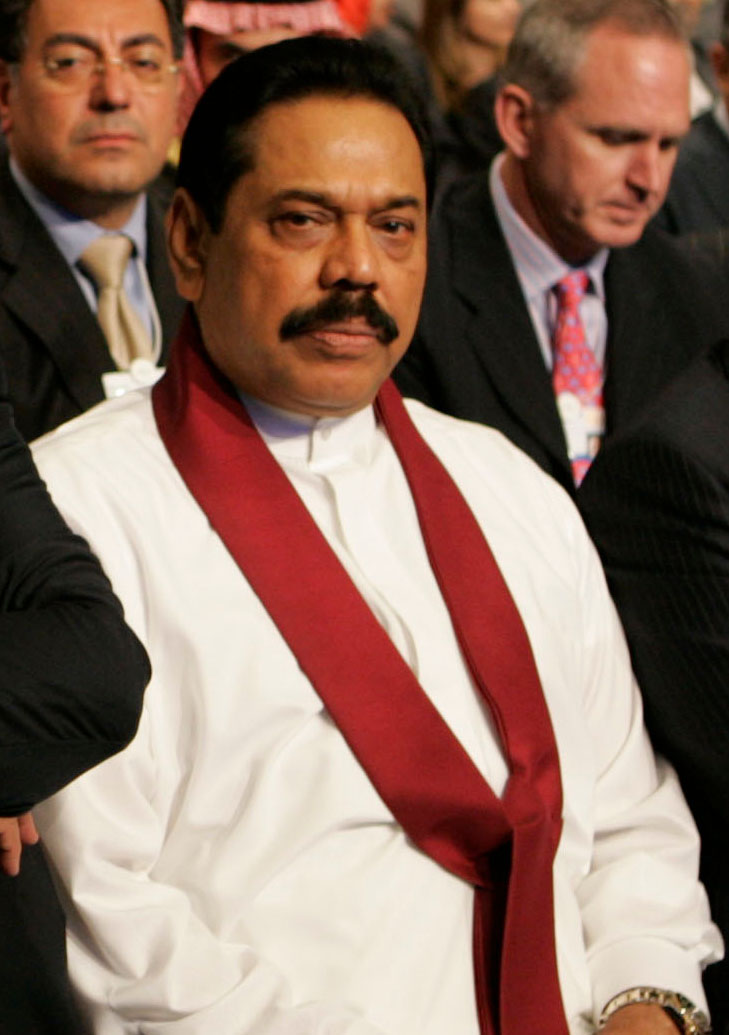
"Mahinda" Rajapaksa

Percy Mahendra Rajapaksa, anomenat "Mahinda" (Weerakatiya, Sri Lanka, 18 de novembre de 1945) fou president de Sri Lanka des de 2005 a 2015. Advocat, Rajapaksa fou elegit diputat per primer cop el 1970, va ser primer ministre des del 2004 i president des del 2005. El 2010 fou reelegit per sis anys més.
A les eleccions presidencials de gener de 2015 perdé la presidència davant del candidat opositor Maithripala Sirisena.
Rajapaksa parla singalès, la llengua majoritària, però ha mostrat respecte per la llengua tàmil, minoritària, i, fins i tot, ha parlat en tàmil a l'Assemblea de les Nacions Unides, dient que totes dues llengües calen per al desenvolupament futur del poble de Sri Lanka.